# The Company You Keep
The Company You Keep é um filme estadunidense de 2012, do gênero thriller político de ação, dirigido e estrelado por Robert Redford, com roteiro de Lem Dobbs baseado no romance homônimo de Neil Gordon. 

## Enredo
O recém-viúvo Jim Grant (Robert Redford) é um antigo militante anti-Guerra do Vietnã, ligado à organização de extrema esquerda americana Weather Underground, criada no campus de Ann Arbor da Universidade de Michigan, em 1969. Por trinta anos, Jim tem sido procurado pelo FBI, sob as acusações de roubo a banco e homicídio, mas, nesse período, conseguira se esconder sob nome falso, trabalhando como advogado.
Repentinamente, ele se torna um fugitivo, quando sua verdadeira identidade  é exposta por Ben Shepard (Shia LaBeouf), repórter jovem e ambicioso de um pequeno jornal de Albany. Para provar sua inocência, Jim Grant precisa encontrar sua antiga amante, Mimi (Julie Christie), e convencê-la a testemunhar em seu favor. Enquanto o jornalista Ben se defronta com questões éticas, Jim sai à procura de Mimi, reencontrando, no percurso, antigos companheiros da Weather Underground, os quais ainda carregam as marcas e consequências dos anos de intenso ativismo político.

## Elenco
- Robert Redford como Jim Grant/Nick Sloan, um ex-membro da Weather Underground e pai viúvo posando como um aprumado advogado
- Shia LaBeouf como Ben Shepard, um repórter
- Julie Christie como Mimi Lurie, uma ex-membro da Weather Underground
- Susan Sarandon como Sharon Solarz, uma ex-membro da Weather Underground
- Jackie Evancho como Isabel Grant, filha de 11 anos de Jim, que não sabe do passado do pai
- Brendan Gleeson como Henry Osborne, o oficial que investigou primariamente o roubo a banco pelo qual Grant é procurado
- Brit Marling como Rebecca Osborne, filha adotiva de Henry
- Anna Kendrick como Diana, uma agente do FBI, que saiu com Ben e vaza informações para ele
- Terrence Howard como Cornelius, o agente do FBI que lidera o caso
- Richard Jenkins como Jed Lewis, um professor colegial quem tem ligações com os radicais
- Nick Nolte como Donal Fitzgerald, o velho melhor amigo de Jim que tem um negócio de madeira serrada
- Sam Elliott como Mac Mcleod, chefe de Mimi no comércio de maconha
- Stephen Root como Billy Cusimano, que dirige uma mercearia orgânica em Albany
- Keegan Connor Tracy como a secretária de Jim Grant
- Stanley Tucci como Ray Fuller, chefe de Ben no jornal
- Chris Cooper como Daniel Sloan, irmão de Nick Sloan